# 成都飛機工業公司
成都飛機工業（集団）有限責任公司 (Chengdu Aircraft Industrial (Group) Corporation) は中華人民共和国四川省成都市に位置する航空機製造会社である。中国航空工業集団に隷属し、航空機およびパーツの生産、研究を行っている。1958年に創立された。

## 主要製品
パーツ
- COMAC C909の機首部分。
- マクドネル・ダグラス社のMD-80/MD-90を中国がライセンス生産しているもののパーツ。
- ノースロップ・グラマン社へのパーツ下請け。
- ボーイング社へのパーツ下請け。

戦闘機
- J-7 - MiG-21F-13のコピーとその発展型。
- FC-1 - 中国とパキスタンが共同開発した多目的戦闘機。
- J-10 - 第4世代主力戦闘機。
- J-20 - 第5世代双発型ステルス機。

練習機
- JJ-5 - 初級練習機。J-5の複座型。
- JJ-7 - 上級練習機。J-7の複座型。

## 施設
- Chengdu Airframe Plant
- Chengdu Engine Company
- Chengdu Aircraft Design & Research Institute